# J-PARC
J-PARC (ang. Japan Proton Accelerator Research Complex) to wspólny projekt KEK (ang. The High Energy Accelerator Research Organization) i JAEA (Japońska Agencja Energii Atomowej, ang. Japan Atomic Energy Agency) zawierający akceleratory protonów o dużej intensywności, zlokalizowany na terenie kampusu JAEA w miejscowości Tokai na wschodnim wybrzeżu Japonii. J-PARC zajmuje się badaniami w dziedzinie nauk o materiałach i fizyki jądrowej i cząstek elementarnych. J-PARC wykorzystuje wiązki protonów do tworzenia wiązek wtórnych neutronów, hadronów i neutrin o wysokiej intensywności.     

## Ośrodek badawczy

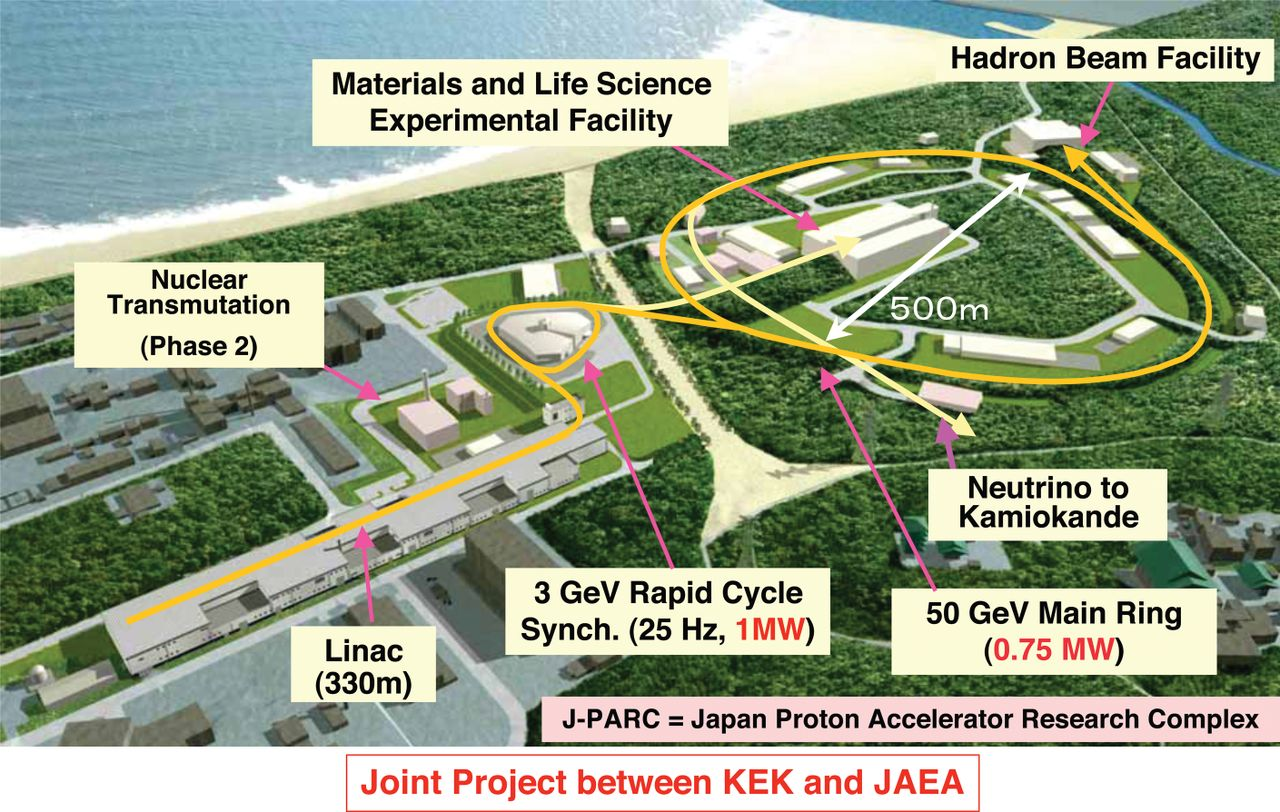
Widok z lotu ptaka na ośrodek J-PARC

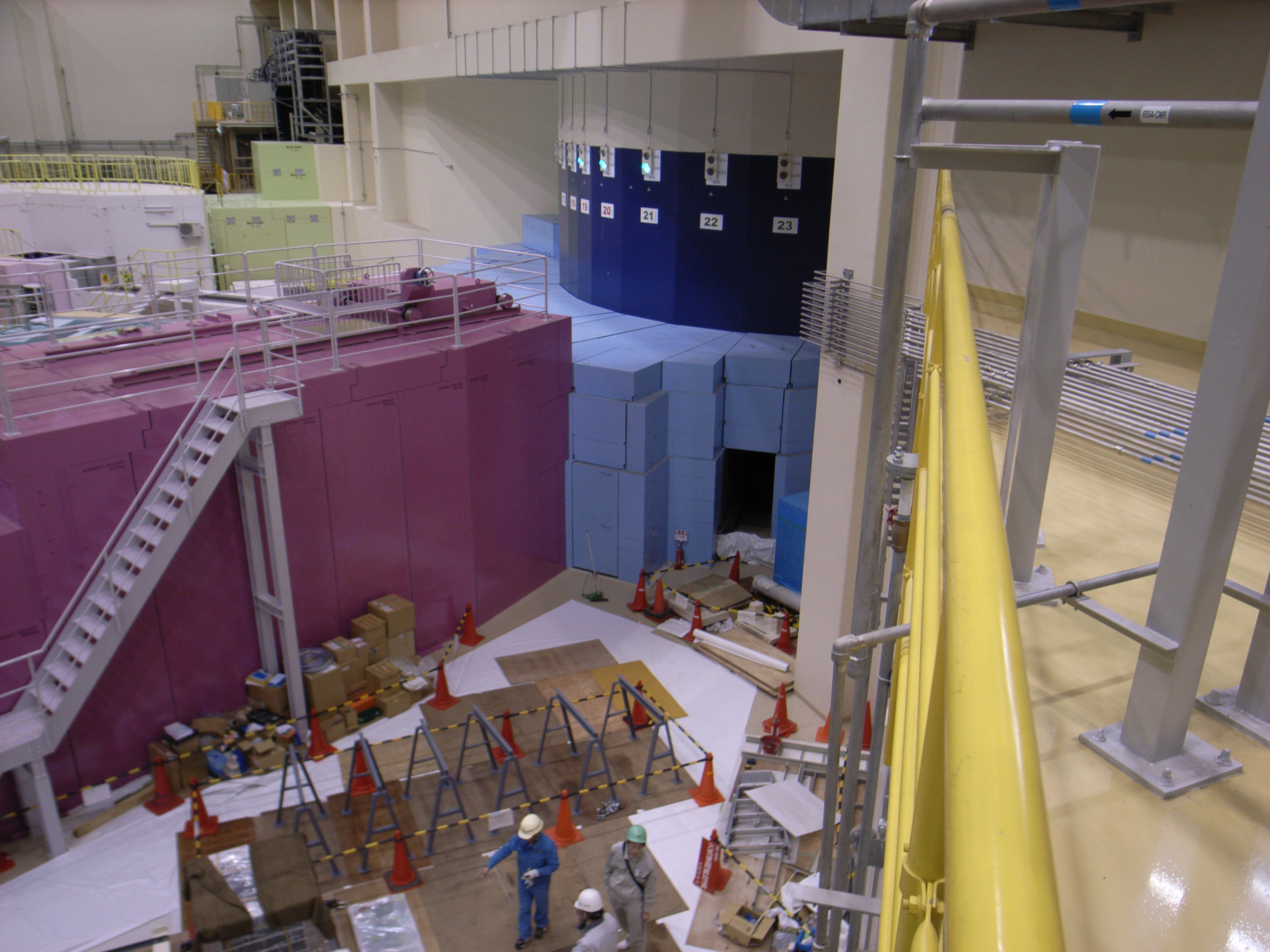
Hala Doświadczalna MLF, J-PARC

J-PARC składa się z trzech głównych części:
- liniowego akceleratora protonów o energii 400 MeV,
- synchrotronu RCS (ang. Rapid Cycling Synchrotron) o energii 3 GeV
- synchrotronu MR (ang. Main Ring, Pierścień Główny) o energii 30 GeV.

Główne obszary eksperymentalne to: Ośrodek Doświadczalny Materiałów i Nauk Przyrodniczych (MLF, ang. Materials and Life Science Experimental Facility), gdzie wiązka protonów z RCS jest wykorzystywana do tworzenia wiązek neutronów lub mionów do dalszych badań, oraz Ośrodek Hadronów (HD, ang. Hadron Facility), w którym wiązka z głównego pierścienia służy do tworzenia cząstek hadronowych, takich jak piony i kaony. Wiązka protonów z głównego pierścienia wykorzystywana jest także do tworzenia wiązki neutrin lub antyneutrin mionowych do analiz w detektorze Super-Kamiokande, położonym około 300 km na zachód. Planowany jest także projekt umożliwiający badania nad transmutacją odpadów nuklearnych za pomocą akceleratorów.